# Madhu Sudan

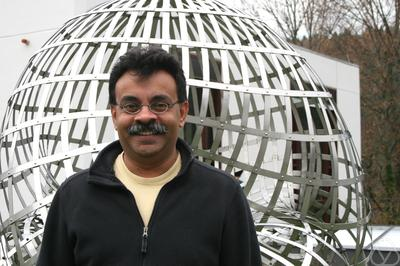
Madhu Sudan

Madhu Sudan (* 2. September 1966 in Chennai) ist ein indischer Informatiker.
Sudan studierte am Indian Institute of Technology in Delhi (Bachelor-Abschluss 1987) und promovierte 1992 am Caltech bei Umesh Vazirani mit der Arbeit Efficient Checking of Polynomials and Proofs and the Hardness of Approximation Problems. Danach war er bis 1997 im Thomas J. Watson Research Center von IBM in Yorktown Heights und darauf Professor am Massachusetts Institute of Technology in dessen Labor für Informatik und Künstliche Intelligenz (CSAIL). Seit 2009 ist er permanentes Mitglied von Microsoft Research New England in Cambridge, Massachusetts.
1998 wurde er Stipendiat der Alfred P. Sloan Foundation (Sloan Research Fellow). 2002 erhielt er den Nevanlinna-Preis für seine Arbeiten über PCPs (Probabilistically Checkable Proofs) und fehlerkorrigierende Codes. Außerdem erhielt er 1993 den Distinguished Doctoral Dissertation Award der ACM und 2001 den Gödel-Preis der EATCS. Er ist seit 2008 Fellow der ACM und wurde im Jahr 2010 zum Mitglied der American Academy of Arts and Sciences gewählt, 2017 zum Mitglied der National Academy of Sciences. Für 2022 wurde Sudan die Richard-W.-Hamming-Medaille des IEEE zugesprochen.
Er ist Fellow der American Mathematical Society.